# Григор Трендов
Григор Трендов е български духовник, революционер и общественик, деец на Съюза на македонските емигрантски организации.

## Биография
Григор Трендов е роден в град Кочани, тогава в Османската империя. Става дякон и същевременно подпомага дейността на ВМОРО. При Драмчевската афера от 1905 година е арестуван заедно с други видни граждани.
По-късно се установява в свободна България, където участва в дейността на емиграцията. Делегат от Кочанското благотворително братство е на обединителния конгрес на Македонската федеративна организация и Съюза на македонските емигрантски организации от януари 1923 година. През 1924 година е председател на Кочанското братство.